# Louis Vivin

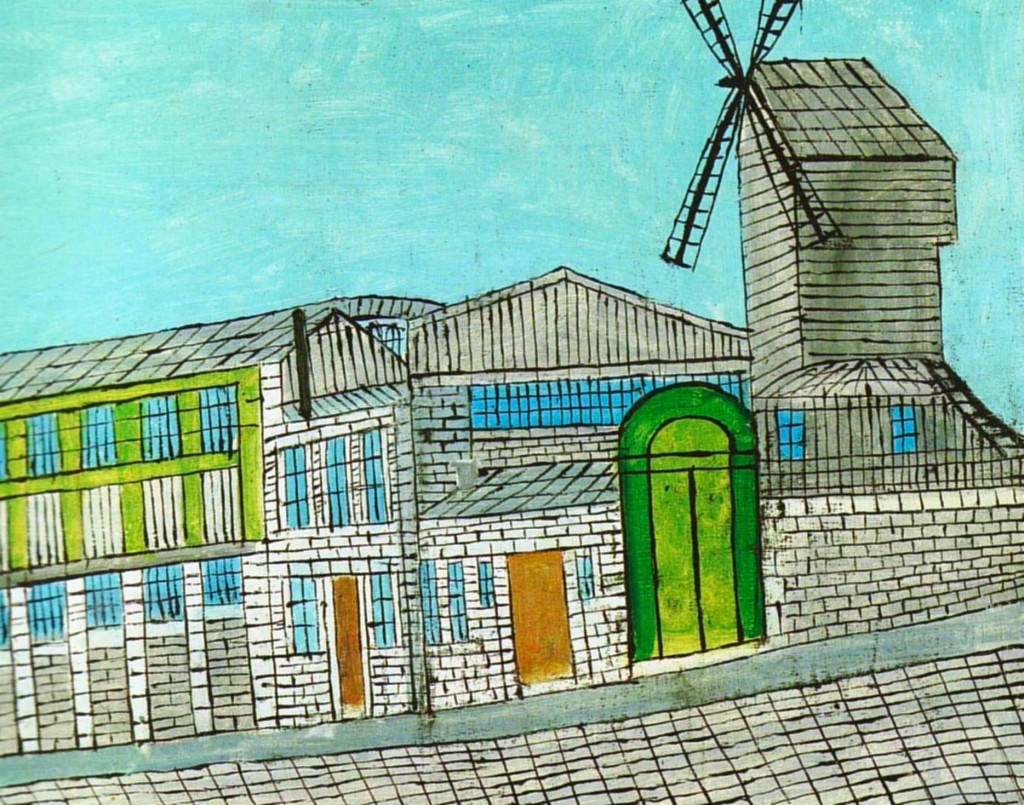
Le Moulin de la Galette

Louis Vivin (* 28. Juli 1861 in Hadol, Frankreich; † 28. Mai 1936 in Paris) war ein französischer Maler.
Louis Vivin war als Maler ein Autodidakt und ein Vertreter der Naiven Malerei.
Vivin war bereits als Kind für die Malerei begeistert. Seine Berufswahl erfolgte jedoch in eine ganz andere Richtung: Er arbeitete bis zum Jahr 1922 als Postbeamter auf einem Postamt.
Parallel zu seiner „bürgerlichen“ Berufslaufbahn übte er begeistert seine Naive Kunst aus.
Schließlich wurde er von dem deutschen Kunstschriftsteller Wilhelm Uhde (1874–1947) entdeckt, welcher ihm zu Ausstellungen und einer Reputation als ernstzunehmender Künstler verhalf.
Die Sujets von Vivins Malerei waren Stillleben, Blumengemälde, Jagdobjekte und Stadtporträts von Paris.
Vivin gilt, zusammen mit Henri Rousseau, Camille Bombois, André Bauchant und Séraphine Louis als „Maler des heiligen Herzens“ und als Klassiker der Naiven Malerei aus Frankreich.
1937 wurden in der Nazi-Aktion „Entartete Kunst“ nachweislich aus dem Städelschen Kunstinstitut Frankfurt/Main sein Bild Gare de l'Est (Öl, 49 × 65 cm) beschlagnahmt. 1939 erwarb es Hildebrand Gurlitt. Der Verbleib ist ungeklärt.
Werke Vivins wurden auch in das Ausstellungskonzept der documenta 1 1955 in Kassel einbezogen. Seine Werke sind unter anderem Teil der Sammlung des Centre Pompidou in Paris, des Museum of Modern Art in New York und der Sammlung Zander in Köln.

## Ausstellungen
- Ausstelung 01. André Bauchant | Camille Bombois | Séraphine Louis | Henri Rousseau | Louis Vivin. Sammlung Zander, Köln (25. November 2023 – 24. April 2024)
- Welche Moderne? In- und Outsider der Avantgarde. Sprengel Museum Hannover, Hannover (6. Mai 2023 – 17. September 2023), Kunstsammlungen Chemnitz, Chemnitz (22. Oktober 2023 – 14. Januar 2024)
- Die Maler des Heiligen Herzens. Museum Frieder Burda, Baden-Baden (16. Juli 2022 – 20. November 2022), Museen Böttcherstraße, Bremen (3. Dezember 2022 – 12. März 2023)
- Du Dounier Rousseau à Seraphine. Le grands maître naïfs. Musée Maillol, Paris (11. September 2019 – 23. Februar 2020)
- 27 Künstler, 209 Werke. Sammlung Zander, Bönnigheim (23. März – 28. August 2016)
- Der Schatten der Avantgarde. Rousseau und die vergessenen Maler. Folkwang Museum, Essen (2. Oktober 2015 – 10. Januar 2016)
- Louis Vivin und die 2. Generation französischer Naive, Museum Charlotte Zander, Bönnigheim (7. November 2010 – 4. September 2011)
- Die Kunst der Naiven. Themen und Beziehungen. Haus der Kunst, München (1. November 1974 – 12. Januar 1975), Kunsthaus Zürich, Zürich (25. Januar 1975 – 31. März 1975)
- documenta. Kunst des XX. Jahrhunderts. Internationale Ausstellung, Museum Fridericianum, Kassel (16. Juli 1955 – 18. September 1955)
- Masters of Popular Painting. Modern Primitives of Europe and America. Museum of Modern Art, New York (27. April – 24. Juli 1938)
- Les Peintres du cœur sacré, Galerie des Quatres Chemins, Paris (08. Juni – 21. Juni 1928)